# Frankenstein (1931)
Frankenstein (bra: Frankenstein) é um filme estadunidense da Universal Studios lançado em 1931, baseado no livro Frankenstein de Mary Shelley, dirigido por James Whale.
O papel do monstro chegou a ser oferecido ao ator Bela Lugosi, intérprete do personagem Drácula, que o recusou por não poder criar sua própria maquiagem para o personagem, além dele não ter falas durante todo o filme.

## Sinopse
Dr. Henry Frankenstein, um jovem e obstinado cientista, acompanhado do corcunda Fritz, seu leal assistente, vão a um cemitério e desenterram um cadáver para levarem-no ao laboratório num moinho abandonado onde ele guarda os corpos de mortos recentes. No caminho avistam o cadáver de um homem enforcado em uma árvore. O dr. Frankenstein, decidido a provar suas teorias de criar vida a partir dos mortos, constrói um corpo de partes de vários cadáveres que ele recolhe com a ajuda de Fritz. Quando só falta o cérebro para que seja finalizada a criatura, o doutor pede a Fritz que vá a uma faculdade e roube um. No entanto, o assistente acaba trazendo uma redoma com o cérebro de um assassino, sem que o doutor o saiba.
Enquanto isso, a noiva, o pai e um amigo da faculdade se preocupam com a saúde de Frankenstein  e contatam um antigo professor dele, que lhes conta as experiências proibidas que Frankenstein vinha realizando e que causaram a sua expulsão da faculdade. Eles vão até o laboratório de Frankenstein e chegam bem na hora em que a criação da vida vai ocorrer. O doutor ergue o corpo  da criatura numa enorme plataforma suspensa, que recebe a energia de um relâmpago, chamado de "raio primordial" pelo cientista, que acredita que o segredo da vida encontra-se neste fenômeno que origina a eletricidade que existe no cérebro dos seres vivos. A experiência é um sucesso e a criatura vive. Mas logo aparecem os impulsos assassinos do cérebro revivido e a criatura começa a matar várias pessoas graças à sua imensa força. O doutor Frankenstein então se dá conta da natureza aterradora de seu trabalho e no final, há o emblemático confronto entre criador e criatura.

## Elenco
- Colin Clive como Henry Frankenstein
- Mae Clarke como Elizabeth
- John Boles como Victor Moritz
- Boris Karloff como Monstro Frankenstein
- Edward Van Sloan como Dr. Waldman
- Frederick Kerr como Barão Frankenstein
- Dwight Frye como Fritz
- Lionel Belmore como Herr Vogel

## Diferenças entre o filme e o livro
O filme não se baseou exatamente no romance de Mary Shelley, mas numa peça teatral dos anos de 1920 atribuida a Peggy Webling, inspirada no livro.